# Schipholtoren
Luchthaven Schiphol heeft twee verkeerstorens in gebruik: de grote verkeerstoren op Schiphol-Centrum ('Toren-Centrum') en een kleinere toren ('Toren-West') bij de Polderbaan. Toren-Centrum is het grootst. Op de bovenste verdieping kunnen maximaal 15 verkeersleiders en assistenten tegelijk werken. Het luchtverkeersleidingspersoneel is in dienst van Luchtverkeersleiding Nederland (LVNL). Daaronder bevindt zich een grotere verdieping, hier werkt Apron Planning & Control een operationele afdeling van Schiphol Group. 
Het wordt vaak gedacht dat Toren-Centrum de hoogste verkeerstoren van de wereld is, maar er zijn verschillende verkeerstorens hoger dan die van Schiphol. Zo is die van Luchthaven Wenen 109 meter hoog, en die van Bangkok 132 meter hoog. In Vancouver staat een 142 meter hoge verkeerstoren gebouwd op een wolkenkrabber.
De operationele ruimte van Toren-Centrum bevindt zich zo’n 90 meter boven de grond, die van Toren-West 50 meter. Vanuit beide torens regelen de verkeersleiders en de verkeersleidingsassistenten al het luchtverkeer in een straal van bijna 15 kilometer rondom Schiphol. Ook begeleiden zij het andere (grond)verkeer op de luchthaven.

## Schipholtoren West
In 2003 werd de zogeheten vijfde baan geopend, die na een prijsvraag de Polderbaan werd genoemd. Deze baan bleek bij oplevering voor de verkeersleiding te ver van de centrale verkeerstoren te liggen, waardoor het noodzakelijk was overhaast en zonder bouwvergunning een tweede, kleinere verkeerstoren ('Toren-West') te bouwen in de buurt van de nieuwe baan. Deze toren biedt plaats aan maximaal vier verkeersleiders. De al bestaande 36 meter hoge radartoren is gebruikt als steunpilaar voor de operationele ruimte.

## Geschiedenis
Door de jaren heen heeft Schiphol verschillende verkeerstorens gekend.
In 1928 werd op Schiphol-Oost een stationsgebouw met verkeerstoren in gebruik genomen met het oog op de Olympische Spelen die dat jaar in Amsterdam werden gehouden. Sinds 2005 staat er van dit gebouw een replica in Aviodrome in Lelystad.
Later is er in Schiphol-Oost een nieuwe verkeerstoren gebouwd die in 1952 in gebruik werd genomen. Deze toren werd in 1998 30 meter verplaatst en is in gebruik als restaurant.
In 1967 werd een nieuwe verkeerstoren geopend die tot 1992 dienst gedaan heeft als de verkeerstoren van Schiphol. Deze toren wordt sindsdien gebruikt als reserve verkeerstoren.

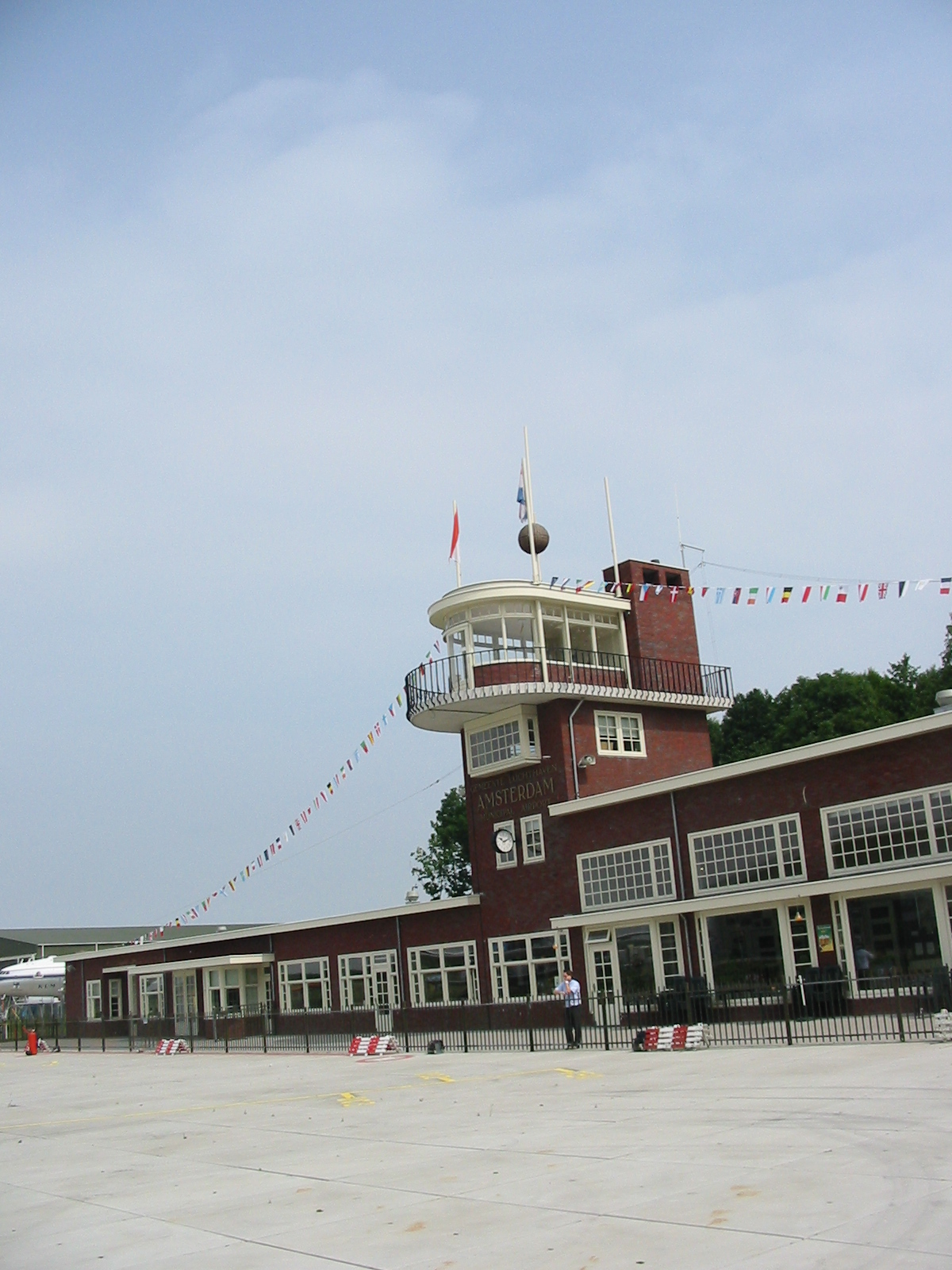
Replica van de verkeerstoren uit 1928 in Aviodrome Lelystad
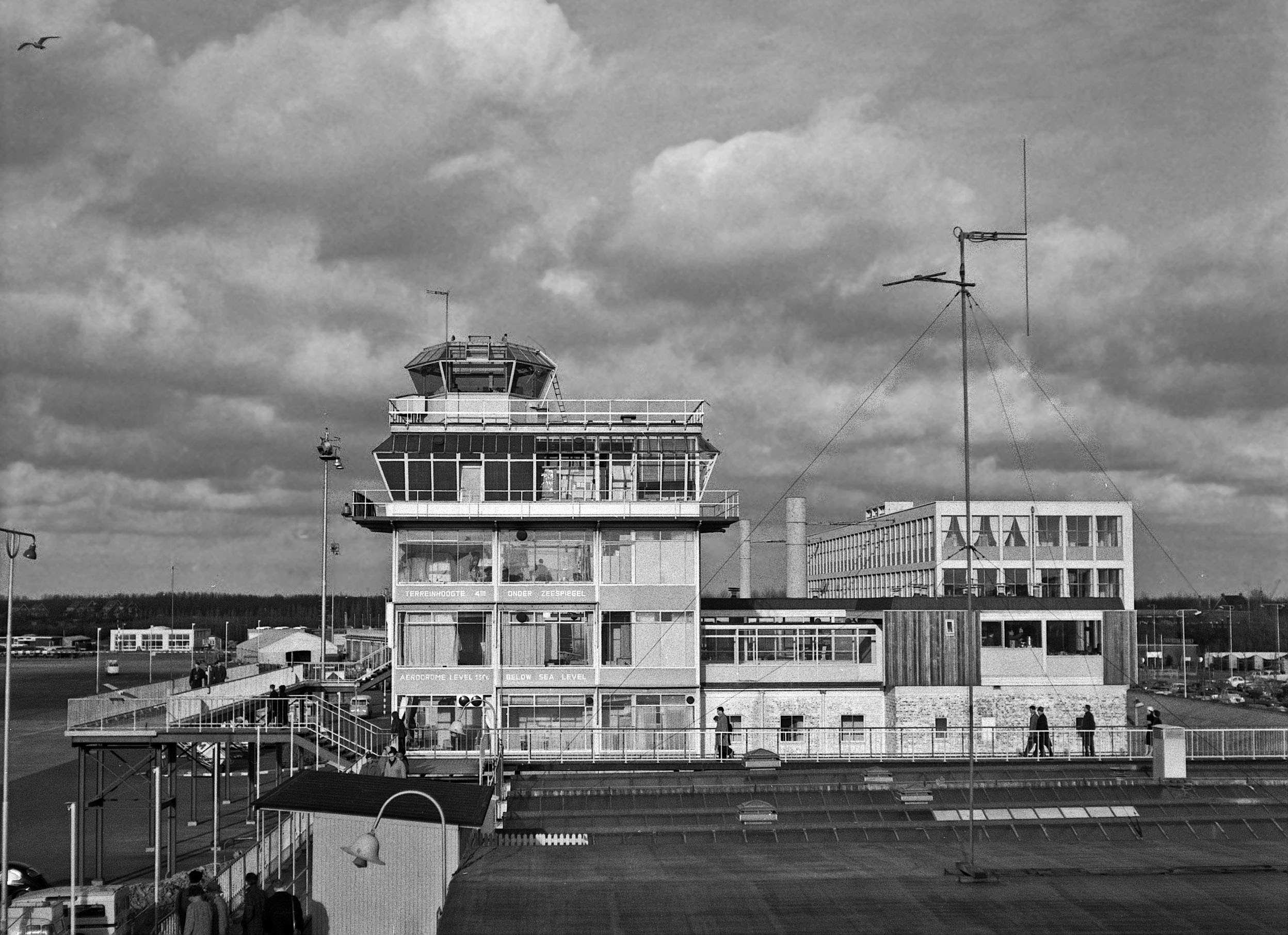
De verkeerstoren uit 1952 in Schiphol-Oost
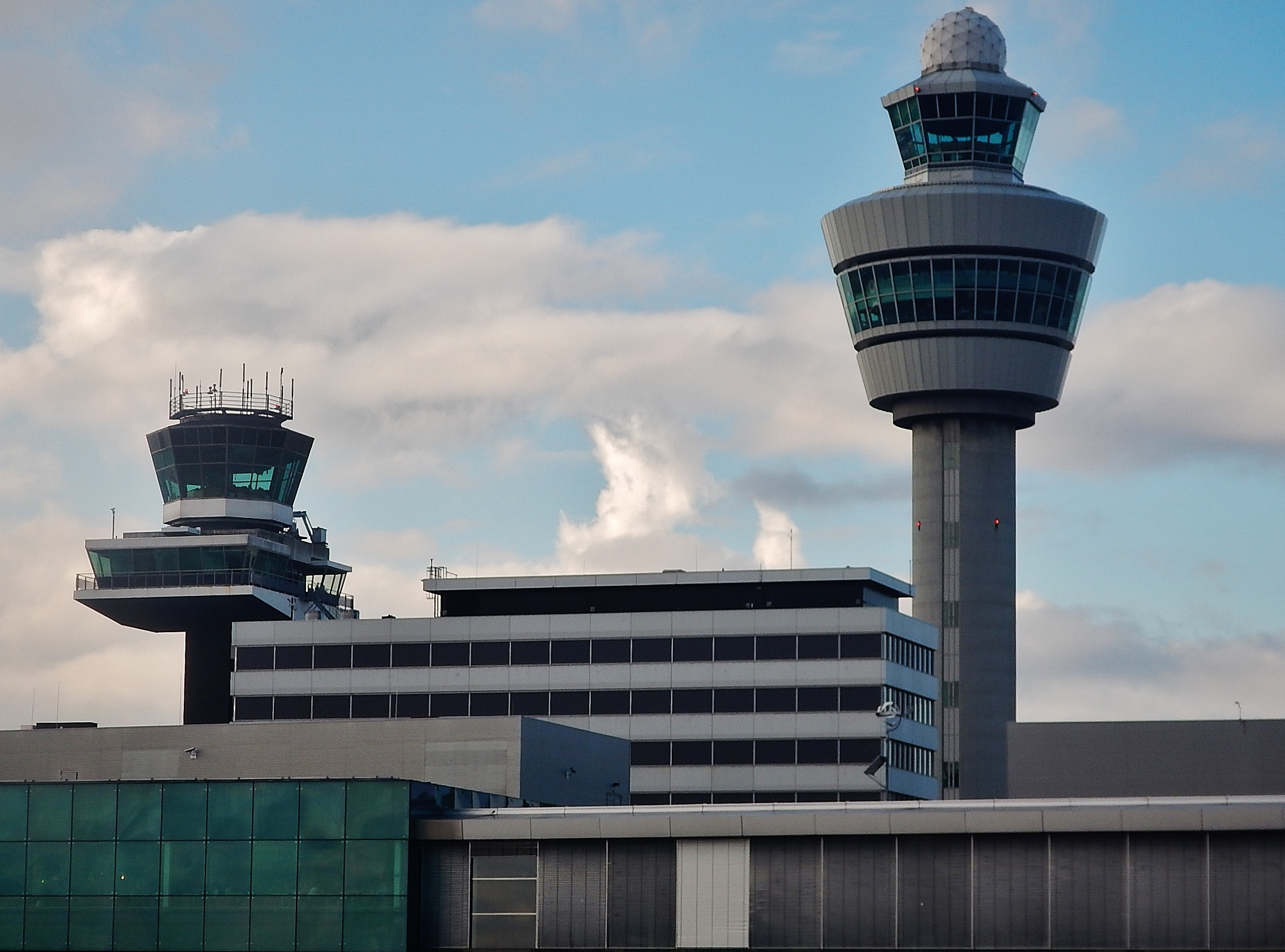
De huidige toren rechts en links de verkeerstoren uit 1967
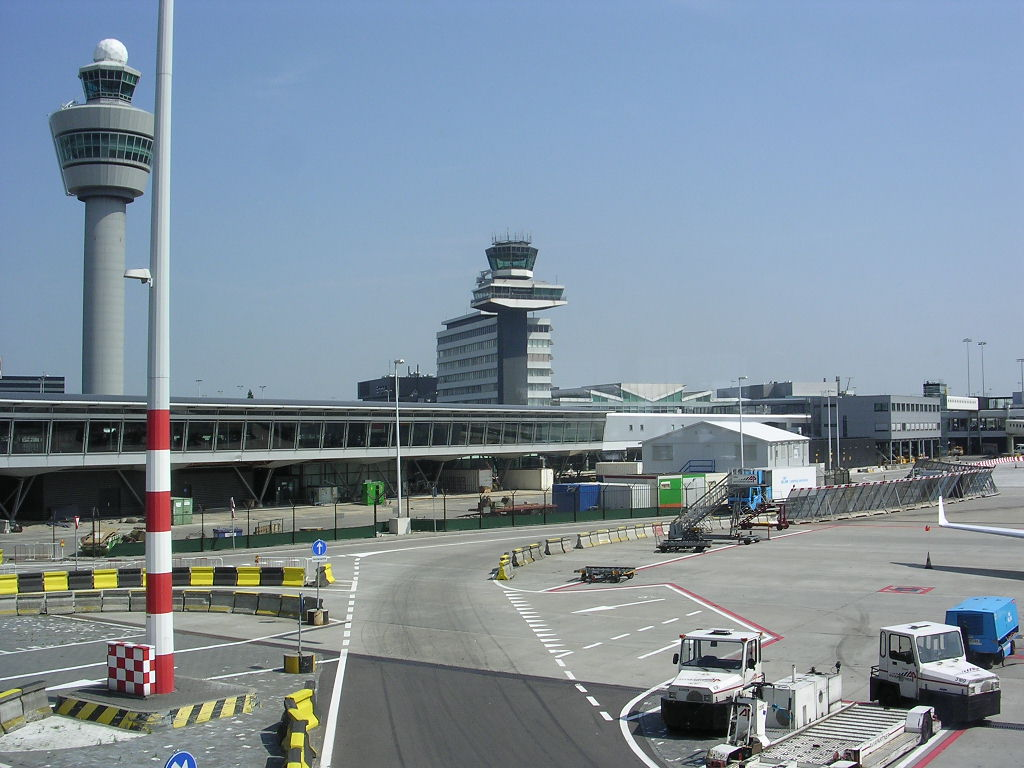
Links de verkeerstoren uit 1991 en midden de verkeerstoren uit 1967